# Cymatophoropsis sinuata
Cymatophoropsis sinuata är en fjärilsart som beskrevs av Moore 1879. Cymatophoropsis sinuata ingår i släktet Cymatophoropsis och familjen nattflyn. Inga underarter finns listade i Catalogue of Life.